# Williamson River (Neuseeland)
Der  Williamson River ist ein Fluss in der Region West Coast auf der Südinsel von Neuseeland.

## Geographie
Der Williamson River entsteht mit dem Abfluss des Lake Williamson und nördlich der Five Fingers Range sowie rund 1,5 km östlich des Andy Glacier, allesamt Teil der Neuseeländischen Alpen. Der Fluss besitzt eine Länge von 7,56 km und fließt auf der ersten Hälfte seiner Strecke bevorzugt in nordöstliche Richtung, um dann für die zweite Hälfte bis zur Mündung in den Arawhata River eine östliche Richtung zu nehmen.